# Giovanni Benelli
Giovanni Benelli (Poggiole di Vernio, 12 mei 1921 – Florence, 26 oktober 1982) was aartsbisschop van Florence en kardinaal van de Rooms-Katholieke Kerk.
Giovanni Benelli volgde zijn opleiding tot priester in Pistoia en Rome. In 1943 werd hij tot priester gewijd. Al snel trad hij in dienst bij de Romeinse Curie, waar hij in 1947 benoemd werd tot persoonlijk secretaris van de toenmalige staatssecretaris Giovanni Battista Montini, de latere Paus Paulus VI. Hierop zouden tal van functies in de Vaticaanse diplomatie volgen. Zo was hij secretaris van de nuntiatuur in Ierland, en vervulde hij soortgelijke functies in Frankrijk en Brazilië. In 1966 benoemde Paulus VI hem tot titulair bisschop van Tusuro en zond hem uit als nuntius naar Senegal. In 1977 werd hij benoemd tot aartsbisschop van Florence. Even later volgde zijn verheffing tot kardinaal. Hij kreeg de Santa Prisca, eens ook de titelkerk van paus Johannes XXIII, als titelkerk. Zijn benoeming in Florence had nadrukkelijk de bedoeling om Benelli meer pastorale ervaring te geven, die onontbeerlijk zou zijn voor een eventuele verkiezing tot paus in de toekomst. Zijn vertrek naar Florence werd binnen de Curie door weinigen betreurd. Wel overigens door Paus Paulus zelf, die zijn vriend Benelli met lede ogen naar Toscane stuurde. Volgens een verslag van Benelli zelf:
De paus liet mij op een avond naar zijn privé-vertrekken komen. Tranen stroomden langs zijn wangen. Hij zag er erg oud uit. Zijn hart was zwak. Hij wist dat hij op ieder moment zou kunnen sterven. De tranen waren zo overvloedig dat er een vlek ontstond op het vloeipapier op zijn bureau. Toen zei hij dat ik naar Florence moest gaan, omdat het een plek was die mijn diensten waardig was en omdat hijzelf niet wist hoelang hij nog zou leven. Hij voegde eraan toe dat hij nog steeds graag met mij wilde samenwerken en dat hij me zou bellen, wanneer dat maar nodig was. In tranen vroeg hij mij deze benoeming te aanvaarden. Dus ik aanvaardde. Het was pijnlijk om te vertrekken. De paus en ik hadden zo'n sterke symbiose dat hij maar een zin hoefde te beginnen, of ik wist wat hij wilde gaan zeggen. Een half woord was genoeg om zijn gedachten te raden. Wij waren twee delen van een eenheid. De bepalende factor voor mijn benoeming was dat hij meende dat zijn dood aanstaande was. Maar hij zou nog twee jaar leven. Het was een heel zware tijd voor hem.
Bij de conclaven van augustus en oktober 1978 gold Benelli als papabile. Tijdens het eerste conclaaf werd evenwel zijn goede vriend Albino Luciani gekozen, en tijdens het tweede de Poolse kardinaal Karol Woytila.
Benelli overleed in 1982 plotseling op 61-jarige leeftijd aan een hartinfarct. Zijn stoffelijke resten werden begraven in de kathedraal van Florence.
- Gemeinsame Normdatei: 119161958
- International Standard Name Identifier: 0000 0001 1025 4432
- Library of Congress Control Number: n93096509
- National Archives and Records Administration: 10573765
- Nederlandse Thesaurus van Auteursnamen: 068970315
- Réseau des bibliothèques de Suisse occidentale: 02-A002989879
- Istituto Centrale per il Catalogo Unico: BRIV003058
- SNAC: w6xf73xp
- Système universitaire de documentation: 083213678
- Virtual International Authority File: 41057160
- WorldCat: E39PBJkxQh3XQQBfF9pwc897HC